# Cotula australis
Cotula australis é uma espécie de planta com flor pertencente à família Asteraceae. 
A autoridade científica da espécie é (Spreng.) Hook. f., tendo sido publicada em Flora Novae-Zelandiae 1: 128. 1852.

## Portugal
Trata-se de uma espécie presente no território português, nomeadamente em Portugal Continental, no Arquipélago dos Açores e no Arquipélago da Madeira.
Em termos de naturalidade é introduzida nas três regiões atrás referidas.

## Protecção
Não se encontra protegida por legislação portuguesa ou da Comunidade Europeia.